# Pomponio Amalteo
Pomponio Amalteo (Motta di Livenza, 1505 — San Vito al Tagliamento, 9 de março de 1588) foi um pintor italiano da Escola de Veneza.

## Biografia

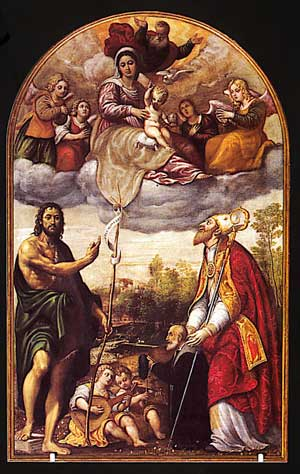
Pomponio Amalteo, A Virgem na Glória com São João Batista, São Ticiano e o doador, 1563

Amalteo nasceu em Motta di Livenza em Vêneto. Foi aluno e genro de Il Pordenone, cujo estilo ele imitou. Herdou o estúdio de Pordenone em Friul, onde teve uma longa carreira. Seus trabalhos consistem principalmente de afrescos e retábulos e muitos dos quais (por exemplo, na igreja de Santa Maria de Battisti e o retábulo de São Sebastião (1533) no duomo de San Vito al Tagliamento) se degradaram muito com o tempo. Cinco imagens que representam temas da história romana pintados por Amalteo adornam o Salão dos Notários em Belluno. Produziu também afrescos de uma série de juízes para uma arcada aberta no tribunal de justiça em Vittorio Veneto.
Suas sombras são mais fracas; as cores, mais brilhantes; e as proporções das figuras, menos elegantes, do que as de Pordenone, do qual ele foi provavelmente o mais talentoso dos seus alunos.
Presume-se que seu irmão Girolamo Amalteo o auxiliava em seus trabalhos. Sua filha Quintília Amalteo tinha a reputação de uma excelente retratista. Girolamo, além das obras em que ajudou seu irmão, executou pequenos quadros, pintou em afrescos, e produziu um retábulo para a igreja de San Vito. Outro aluno foi Sebastiano Seccante.
Os membros da família Amalteo de Oderzo eram escritores. Morreu em San Vito al Tagliamento em 1588.